# 457 př. n. l.

## Hlava státu
- Perská říše – Artaxerxés I.  (465 – 424 př. n. l.)
- Egypt – Artaxerxés I.  (465 – 424 př. n. l.)
- Sparta – Pleistoanax  (458 – 409 př. n. l.) a Archidámos II.  (469 – 427 př. n. l.)
- Athény – Habron  (458 – 457 př. n. l.) » Mnesitheides  (457 – 456 př. n. l.)
- Makedonie – Alexandr I.  (498 – 454 př. n. l.)
- Epirus – Admetus  (470 – 430 př. n. l.)
- Odryská Thrácie – Teres I.  (460 – 445 př. n. l.)
- Římská republika – konzulé Lucius Quinctius Cincinnatus a M. Fabius Vibulanus nebo C. Horatius Pulvillus a Q. Minucius Esquilinus Augurinus (457 př. n. l.)
- Kartágo – Hanno II.  (480 – 440 př. n. l.)